# زفير

الزفير عملية خروج الهواء من الأسناخ الرئوية (الحويصلات الهوائية) الموجودة في الرئتين ثم يمر بالقنوات الهوائية الموجودة في الجهاز التنفسي وأخيراً إلى الجو الخارجي. يمتاز هواء الزفير بأنه غني بغاز ثاني أكسيد الكربون، علماً أن هذا الغاز ينتج بعد أن تطرده الخلايا في عملية التنفس الداخلي لإنتاج أدينوسين ثلاثي الفوسفات. الزفير هو عملية معاكسة لـ الشهيق، تعمل هاتان الآليتان معاً للحفاظ على الاتزان الداخلي للجسم.

## آلية عمل الزفير
عند حدوث الزفير تنبسط عضلة الحجاب الحاجز مقلصةً حجم الرئتين من أسفل لأعلى، وتنبسط أيضاً عضلات الضلوع مقلصةً حجم الرئتين من الخلف إلى الأمام، لذلك يتقلص حجم الرئتين مما يجعل ضغط الهواء في الرئتين أعلى من الضغط الجوي في الجو الخارجي، فيندفع الهواء من الرئتين إلى الجو.

## وصلات خارجية
- الزفير في المكتبة الوطنية الأمريكية للطب نظام فهرسة المواضيع الطبية (MeSH).